# Hosťovce (okres Košice-okolie)
Hosťovce (Hongaars: Bódvavendégi) is een Slowaakse gemeente in de regio Košice, en maakt deel uit van het district Košice-okolie.
Hosťovce telt 183 inwoners.